# Escanecrabe
Escanecrabe è un comune francese di 242 abitanti situato nel dipartimento dell'Alta Garonna nella regione dell'Occitania.
Già nota come Saint-Sabin-d'Escanecrabe, mutò il nome all'epoca della rivoluzione francese.
Vi sorge la Chapelle Saint-Sabin, eretta (secondo la tradizione) sul luogo di martirio di san Sabino.

## Società

### Evoluzione demografica
Abitanti censiti